# جویس گرنفل
جویس گرنفل (انگلیسی: Joyce Grenfell؛ ۱۰ فوریه ۱۹۱۰–۳۰ نوامبر ۱۹۷۹) هنرپیشه و کمدین بریتانیایی بود.

## بخشی از فیلم‌شناسی
- آلیس در سرزمین عجایب
- صحنه وحشت
- خنده در بهشت
- آقای پیکویک
- رولز-رویس زرد